# Chính phủ quốc gia lâm thời Tây Nam Kavkaz
Chính phủ quốc gia lâm thời Tây Nam Kavkaz, Chính phủ quốc gia lâm thời Tây Nam Kavkaz (tiếng Thổ hiện đại: Güneybatı Kafkas Geçici Milli Hükûmeti; Tiếng Ottoman: Cenub-ı Garbi Kafkas Hükûmet-i Muvakkate-i Milliyesi tiếng Azerbaijani: Cənub-Qərbi Qafqaz Cümhuriyyəti) hoặc Cộng hòa Kars là một chính phủ lâm thời độc lập trên danh nghĩa ngắn ngủi có đóng đô tại Kars, đông bắc Turkey. Thành lập nhờ sự kiện Hiệp định đình chiến Mudros chấm dứt Thế chiến I tại Trung Đông, tồn tại từ ngày 1 tháng 12 năm 1918 cho đến ngày 19 tháng 4 năm 1919, khi bị bãi bỏ bởi Cao ủy Anh Somerset Arthur Gough-Calthorpe. Một số nhà sử học coi đó là một chính phủ bù nhìn của Đế quốc Ottoman.
Chính phủ, đứng đầu là Fahrettin Pirioğlu, coi lãnh thổ của mình là khu vực chiếm chủ yếu là cư dân Kars và Batum theo Hồi giáo, một phần của tỉnh Yerevan và các huyện Akhaltsikhe và Akhalkalaki của tỉnh Tiflis. Tuy nhiên, về mặt thực tế, chính phủ bị giới hạn ở tỉnh Kars và tồn tại cùng với chính quyền Anh được tạo ra sau khi Phe Hiệp ước can thiệp vào Transcaucasia.